# Rio das Mortes (distrito de São João del-Rei)
Rio das Mortes (anteriormente chamado Santo Antônio do Rio das Mortes Pequeno) é um distrito do município de São João del-Rei, no estado de Minas Gerais. O distrito está situado na margem norte da BR-265, o que facilita o acesso rodoviário.[carece de fontes?]

## Estatísticas
- Código IBGE: 316250025[1]
- Área: 128,92 km²[1]
- População (2010): 2 746 habitantes

## História
O distrito foi criado em 10 de julho de 1876 pela Lei Provincial nº 2.281, com o nome de Santo Antônio do Rio das Mortes, em alusão ao rio das Mortes, que corta a região. Em 1938, o nome foi oficialmente alterado para Rio das Mortes.
A ocupação do distrito remonta ao início do século XVIII. Relatos indicam que historiadores encontraram documentos da Irmandade de Santo Antônio, datados de cerca de 1722, que mencionam a capela ainda existente no distrito.
Em 1993, foi instalado um distrito industrial em Rio das Mortes pela Companhia de Distritos Industriais de Minas Gerais, abrigando empresas dos setores madeireiro, de materiais e de metalurgia.

## Nhá Chica
Rio das Mortes é também conhecido por ser o local de nascimento da beata Nhá Chica, nascida em 1810 no distrito. Ela foi beatificada pelo Papa Bento XVI em 4 de maio de 2013.

## Circunscrição eclesiástica
A paróquia local, dedicada a Santo Antônio e à Nhá Chica, pertence à Diocese de São João del-Rei.